# Katrine Engberg
Katrine Engberg, född 29 juni 1975 i Köpenhamn, är en dansk författare, utbildad dansare och koreograf. Hon har också arbetat som skådespelare och teaterregissör. Engberg debuterade som kriminalförfattare 2016. Hennes kriminalromaner, som utspelar sig i Köpenhamnsmiljö, har blivit översatta till flera språk.

## Biografi
Katrine Engberg föddes och växte upp i Köpenhamn. Hennes judiska farföräldrar flydde från Köpenhamn till Sverige under den tyska ockupationen av Danmark.  Fadern föddes i Stockholm, men farföräldrarna återflyttade till Köpenhamn efter krigsslutet.
Engbergs föräldrar var akademiker. Själv valde hon att utbilda sig till dansare och har också arbetat som koreograf och regissör. Hon har varit gift med skådespelaren Timm Vladimir.

## Författarskap
Engberg debuterade 2007 med en dagboksskildring från en årslång och strapatsrik jordenruntresa med dåvarande maken Timm Vladimir, Det findes syv verdenshjørner. 2012 publicerade hon tillsammans med goda vännen Anne Mette Hancock Klap i, hest! : indrømmelser fra det perfekte liv, en brevväxling mellan  två trettioåriga kvinnor som ventilerar personliga och aktuella företeelser i samtiden.
Första spänningsromanen Krokodilväktaren publicerades 2016 och blev en omedelbar succé. Den handlar om en mordutredning i Köpenhamnsmiljö, där en excentrisk äldre dam och ett omaka par kriminalpoliser är viktiga personer. Tillsammans med ytterligare fyra kriminalromaner – Blodmåne, Glasvinge, Vådaskott och Isola, vars händelser utspelar sig i Köpenhamn med delvis samma personer – bildar de den så kallade "Köpenhamnsserien".
I de senare romanerna, Det brinnande bladet och De vita nätterna, är det en ung kvinnlig privatdetektiv som är huvudperson. Det brinnande bladet har som inspirationskälla författarens farföräldrars erfarenheter av krigsåren. I De vita nätterna finns också familjerelaterad historia i form av en ung mans flykt från Iran.